# Скриточуб-свистун
Скриточу́б-свистун (Phylloscopus whistleri) — вид горобцеподібних птахів родини вівчарикових (Phylloscopidae). Мешкає в Гімалаях. Раніше цей вид відносили до роду Скриточуб (Seicercus), однак за результатами молекулярно-філогенетичного дослідження, опублікованого у 2018 році, його було переведено до роду Вівчарик (Phylloscopus).

## Опис
Довжина птаха становить 12-13 см. Верхня частина тіла зелена, нижня частина тіла жовта. Голова сіра, навколо очей жовтуваті кільця. На тімені світла смуга, окаймлена темними смугами. На крилах жовтуваті смуги, на хвості білі плями.

## Підвиди
Виділяють два підвиди:
- P. w. whistleri (Ticehurst, 1925) — Гімалаї від північного Пакистану на схід до Північно-Східної Індії (Аруначал-Прадеш) і південного Китаю (південно-східний Тибет);
- P. w. nemoralis (Koelz, 1954) — Північно-Східна Індія (гори Лушай в штаті Мізорам і гори Наґа[en] в Нагаленді), північно-західна і західна М'янма.

## Поширення і екологія
Скриточуби-свистуни мешкають в Пакистані, Індії, Непалі, Бутані, М'янмі і Китаї. Вони живуть в чагарниковому і бамбуковому підліску вічнозелених гірських лісів, на висоті від 2000 до 2750 м над рівнем моря. Взимку частина популяції мігрує в долини. Скриточуби-свистуни живляться комахами, яких шукають в підліску. Сезон розмноження триває з травня по червень. Гніздо кулеподібне з бічним входом, розміщується на землі. В кладці 4 білих яйця.